# Klosterkreuzberg
Klosterkreuzberg ist ein Gemeindeteil der Stadt Bischofsheim in der Rhön im unterfränkischen Landkreis Rhön-Grabfeld in Bayern.
Das Dorf liegt circa vier Kilometer Luftlinie südwestlich von Bischofsheim, mit dem es durch die (deutlich längere) Kreisstraße NES 10 verbunden ist. Der Ort besteht hauptsächlich aus dem namensgebenden Kloster Kreuzberg.
Klosterkreuzberg gehörte früher zur Gemeinde Haselbach in der Rhön, die am 1. Februar 1975 nach Bischofsheim in der Rhön eingemeindet wurde.

## Baudenkmäler
- Kloster Kreuzberg